# Chariesthes obscura
Chariesthes obscura là một loài bọ cánh cứng trong họ Cerambycidae.